# Dead Glacier (glaciär i Antarktis)
Dead Glacier är en glaciär i Antarktis. Den ligger i Sydshetlandsöarna. Argentina, Chile och Storbritannien gör anspråk på området. Dead Glacier ligger 26 meter över havet.
Terrängen runt Dead Glacier är kuperad åt nordväst, men österut är den platt. Havet är nära Dead Glacier åt sydost. Trakten är glest befolkad. Närmaste befolkade plats är Commandante Ferraz Station, 15,7 kilometer norr om Dead Glacier. 